# 在日ボリビア人
在日ボリビア人（ざいにちボリビアじん）は、日本に一定期間在住するボリビア国籍の人々である。
日本とボリビアの強固な人的絆（日系ボリビア人と在日ボリビア人の存在）を踏まえ、日本はボリビアの社会経済開発に資する協力を行っている。

## 統計
日本の法務省の在留外国人統計によると、2023年12月末時点で在日ボリビア人は6,559人である。
在留資格別（4位まで）
| 順位 | 在留資格         | 人数  |
| ---- | ---------------- | ----- |
| 1    | 永住者           | 3,026 |
| 2    | 定住者           | 2,644 |
| 3    | 日本人の配偶者等 | 504   |
| 4    | 永住者の配偶者等 | 301   |

都道府県別（7位まで）
| 順位 | 都道府県 | 人数  |
| ---- | -------- | ----- |
| 1    | 愛知     | 1,359 |
| 2    | 三重     | 1,115 |
| 3    | 神奈川   | 823   |
| 4    | 群馬     | 628   |
| 5    | 滋賀     | 410   |
| 6    | 栃木     | 376   |
| 7    | 静岡     | 307   |